# Campodorus nigriventris
Campodorus nigriventris är en stekelart som beskrevs av Dmitriy R. Kasparyan 2005. Campodorus nigriventris ingår i släktet Campodorus och familjen brokparasitsteklar. Arten är reproducerande i Sverige. Inga underarter finns listade.